# RISE (T-SQUAREの曲)
「RISE」（ライズ）は、T-SQUAREの13作目のシングルである。1992年7月22日にSony Recordsから発売された。

## 解説
スクェアの17作目のアルバム『IMPRESSIVE』の3曲目に収録されている楽曲である。カップリング曲として収録されている「ROMANTIC CITY」は16作目のアルバム『NEW-S』の9曲目に収録されている楽曲である。「RISE」はJOCバルセロナオリンピックイメージ曲として採用された。
なおこのシングル自体は廃盤になったが、スクェアのシングル曲を収録したベストアルバム『T-SQUARE SINGLE COLLECTION』には「RISE」、「ROMANTIC CITY」ともに収録されている。
ジャケットの写真はバルセロナオリンピックに出場するアスリートたちの写真を使用している。

## 収録曲
1. RISE
作曲：安藤まさひろ
編曲：T-SQUARE
ホーン編曲：本田雅人・和泉宏隆
2. ROMANTIC CITY
作曲：安藤まさひろ
リズム・トラック編曲：T-SQUARE
ホーン編曲：安藤まさひろ・本田雅人